# Hallasjön (Södra Unnaryds socken, Småland)
Hallasjön är en sjö i Hylte kommun i Småland och ingår i Lagans huvudavrinningsområde. Sjön är 2,6 meter djup, har en yta på 0,0541 kvadratkilometer och är belägen 152,3 meter över havet. Vid provfiske har abborre, björkna, braxen och mört fångats i sjön.

## Delavrinningsområde
Hallasjön ingår i det delavrinningsområde (631775-136196) som SMHI kallar för Mynnar i Unnen. Medelhöjden är 167 meter över havet och ytan är 38,73 kvadratkilometer. Det finns inga avrinningsområden uppströms utan avrinningsområdet är högsta punkten. Vattendraget som avvattnar avrinningsområdet har biflödesordning 4, vilket innebär att vattnet flödar genom totalt 4 vattendrag innan det når havet efter 142 kilometer. Avrinningsområdet består mestadels av skog (76 procent). Avrinningsområdet har 1,42 kvadratkilometer vattenytor vilket ger det en sjöprocent på 3,7 procent. Bebyggelsen i området täcker en yta av 0,98 kvadratkilometer eller 3 procent av avrinningsområdet.